# Музей коклюшечного кружева (Пескокостанцо)
Музей коклюшечного кружева (итал. Museo del merletto a tombolo) — музей текстиля, расположенный в Палаццо Фанзаго в Пескокостанцо, в провинции Л'Акуила.

## История
Развитие коклюшечного кружева  в Пескокостанцо восходит ко второй половине XIV века, когда после землетрясения в центрально-южной Италии в 1456 году в страну прибыли ломбардские рабочие, которые принесли ремесленные традиции, такие как обработка филиграни в золоте, камне, кованое железо и кружево.
Чтобы сохранить кружевную традицию, в девяностых годах муниципалитет Пескокостанцо открыл в Палаццо Фанзаго Школу кружев и Ремесленную ярмарку-музей. В то время как школа посвящена обучению ремесленников на всех этапах обработки, от рисования до печати, от выбора материалов до обработки кружева, музей иллюстрирует этапы обработки и инструменты, используемые для коклюшечного кружева,  собрание старинных кружев от частных лиц и церковного инвентаря.

## Экспозиция
Коллекции, выставленные в Палаццо Фанзаго, расположены на двух этажах. На 1-м этаже выставлены изделия местного художественного мастерства, такие как ковры, кованое железо, резное дерево, ювелирные изделия и обработанный камень.
На 2-м этаже музей кружева на коклюшках расположен в двух залах, с историческими работами и недавними творениями, такими как композиция под названием «Завтрак принца», которая реконструирует стол, сервированный изделиями ручной работы Абруццо, начиная от кружевной скатерти  Пескокостанцо до керамической посуды Кастелли.